# 夫朗和斐譜線
（Fraunhofer lines）是一系列以德國物理學家約瑟夫·夫朗和斐（1787年─1826年)為名的光譜線，這些是最初被當成太陽光譜中的暗特徵譜線。

在可見光範圍內的太陽光譜與夫朗和斐譜線。

太陽光譜中的夫朗和斐譜線和被指出的大氣水氣吸收線。

英國的化學家威廉·海德·沃拉斯頓是在1802年第一位注意到有一定數量的黑暗特徵譜線出現在太陽光譜中，夫朗和斐獨立地再度發現這些譜線，並且開始系統性的研究與測量這些譜線。最後，他繪出了570條的譜線，並且以字母A到K標示出主要的特徵譜線，較弱的則以其他的字母標示。
後來古斯塔夫·基爾霍夫和羅伯特·本生確認了每一條譜線所對應的化學元素，並推論在太陽光譜中的暗線是由在太陽上層的那些元素吸收造成的，有些被觀察到的特徵譜線則是地球大氣層中的氧分子造成的。
主要的夫朗和斐譜線和對應的元素列在下表：
| 名稱      | 元素     | 波長（nm） |  | 名稱 | 元素      | 波長（nm） |
| --------- | -------- | ---------- |  | ---- | --------- | ---------- |
| y         | 氧（O2） | 898.765    |  | c    | 鐵（Fe）  | 495.761    |
| Z         | 氧（O2） | 822.696    |  | F    | H β       | 486.134    |
| A         | 氧（O2） | 759.370    |  | d    | 鐵（Fe）  | 466.814    |
| B         | 氧（O2） | 686.719    |  | e    | 鐵（Fe）  | 438.355    |
| C         | H α      | 656.281    |  | G'   | H γ       | 434.047    |
| a         | 氧（O2） | 627.661    |  | G    | 鐵（Fe）  | 430.790    |
| D1        | 鈉（Na） | 589.592    |  | G    | 鈣（Ca）  | 430.774    |
| D2        | 鈉（Na） | 588.995    |  | h    | H δ       | 410.175    |
| D3 (or d) | 氦（He） | 587.5618   |  | H    | 鈣（Ca+） | 396.847    |
| e         | 汞（Hg） | 546.073    |  | K    | Ca+       | 393.368    |
| E2        | 鐵（Fe） | 527.039    |  | L    | 鐵（Fe）  | 382.044    |
| b1        | 鎂（Mg） | 518.362    |  | N    | 鐵（Fe）  | 358.121    |
| b2        | 鎂（Mg） | 517.270    |  | P    | 鈦（Ti）+ | 336.112    |
| b3        | 鐵（Fe） | 516.891    |  | T    | 鐵（Fe）  | 302.108    |
| b4        | 鐵（Fe） | 516.751    |  | t    | 鎳（Ni）  | 299.444    |
| b4        | 鎂（Mg） | 516.733    |  |      |           |            |

夫朗和斐譜線中的C-、F-、G'-、和h- 線對應於氫原子巴耳末系的α、β、γ、和δ線，D1和D2線是著名的「鈉雙線」，中心波長是（589.29 nm）以字母"D"標示的589.29 nm。
注意在一些譜線的字母有分歧，這是夫朗和斐譜線中的d-線，可能對應於鐵的藍色譜線466.814 nm或是氦3（D3）的黃色譜線587.5618 nm；相似的還有e-線，暨對應於汞（水銀），也對應於鐵。為了解決在使用上出現的二義性，對模凌兩可的夫朗和斐譜線會指明對應的元素（也就是汞e-線或鐵e-線）。
由於夫朗和斐譜線的波長都已經明確的被定義，所以常被用作說明光學材料的折射率和色散特性。
夫朗和斐譜線也是著名的吸收譜線，因而整個太陽吸收光譜常被稱為「夫朗和斐光譜」（夫琅禾费光譜）。